# NXT1
NXT1 (англ. Nuclear transport factor 2 like export factor 1) – білок, який кодується однойменним геном, розташованим у людей на короткому плечі 20-ї хромосоми. Довжина поліпептидного ланцюга білка становить 140 амінокислот, а молекулярна маса — 15 847.
| 10         |  | 20         |  | 30         |  | 40         |  | 50         |
| ---------- |  | ---------- |  | ---------- |  | ---------- |  | ---------- |
| MASVDFKTYV |  | DQACRAAEEF |  | VNVYYTTMDK |  | RRRLLSRLYM |  | GTATLVWNGN |
| AVSGQESLSE |  | FFEMLPSSEF |  | QISVVDCQPV |  | HDEATPSQTT |  | VLVVICGSVK |
| FEGNKQRDFN |  | QNFILTAQAS |  | PSNTVWKIAS |  | DCFRFQDWAS |  |            |

A: Аланін

C: Цистеїн

D: Аспарагінова кислота

E: Глутамінова кислота

F: Фенілаланін

G: Гліцин

H: Гістидин

I: Ізолейцин

K: Лізин

L: Лейцин

M: Метіонін

N: Аспарагін

P: Пролін

Q: Глутамін

R: Аргінін

S: Серин

T: Треонін

V: Валін

W: Триптофан

Задіяний у таких біологічних процесах, як транспорт, транспорт білків, ацетилювання. 
Локалізований у цитоплазмі, ядрі.